# Corbu (gmina w okręgu Aluta)
Corbu – gmina w Rumunii, w okręgu Aluta. Obejmuje miejscowości Burdulești, Buzești, Ciurești, Corbu i Milcoveni. W 2011 roku liczyła 2458 mieszkańców.